# Щёлкающие согласные
Щёлкающие согласные (также щёлкающие, клики или кликсы (от англ. clicks)) — сложные аффрикатоподобные звуки, состоящие из двух смычек: первичной («основа щелчка», англ. influx) и вторичной («исход щелчка»; англ. efflux, accompaniment). Первая артикулируется губами или передней частью языка, вторая — спинкой языка или увулой. С помощью языка пространство между смычками расширяется (давление при этом, соответственно, уменьшается), а затем передняя смычка раскрывается, и в это пространство врывается («втягивается») воздух.
Сочетание двух смычек образует кликс как цельную единицу, обладающую фонемным статусом (хотя нередко возможна и трактовка щелчка как бифонемного (состоящего из двух фонем) кластера).

## Виды
Различается 5 основ щёлкающих согласных (и возможная шестая, ретрофлексная, обозначаемая как !!), для которых международная фонетическая ассоциация разработала специальные знаки.
Исходы щёлкающих могут быть велярными и увулярными и сопровождаться разными дополнительными артикуляциями: озвончением, придыханием, глоттализацией, назализацией, аффрикатизацией и их сочетаниями. Исходы обозначаются обычно теми звуками, которые были бы слышны, если основу убрать: k, g, kh, k’, ŋ, kx, q, qx, g, n и т. д. (однако в орфографии многих языков банту буква q используется для обозначения не исхода, а постальвеолярной основы), при этом символ k обычно опускается. Комбинации возможных основ с возможными исходами образуют инвентарь щёлкающих согласных соответствующего языка. Максимальное число исходов — 16 — представлено в языке къхонг, где они, сочетаясь с пятью основами, дают 83 щелчка.
Акустически для щёлкающих согласных характерен длительный и очень интенсивный шум, нехарактерный для более обычных звукотипов, из-за чего нетренированному уху может показаться, будто эти звуки не принадлежат речи, а исходят из стороннего источника.

## Языки, в которых имеются щёлкающие согласные
Наиболее полно и ярко щёлкающие согласные представлены в койсанских языках, а под их влиянием — и в некоторых соседних языках банту (зулу, коса, южном сото, йейи) и кушитском языке дахало. Щёлкающие согласные также имелись в исчезнувшем австралийском языке дамин.